# 南泰嶺駅

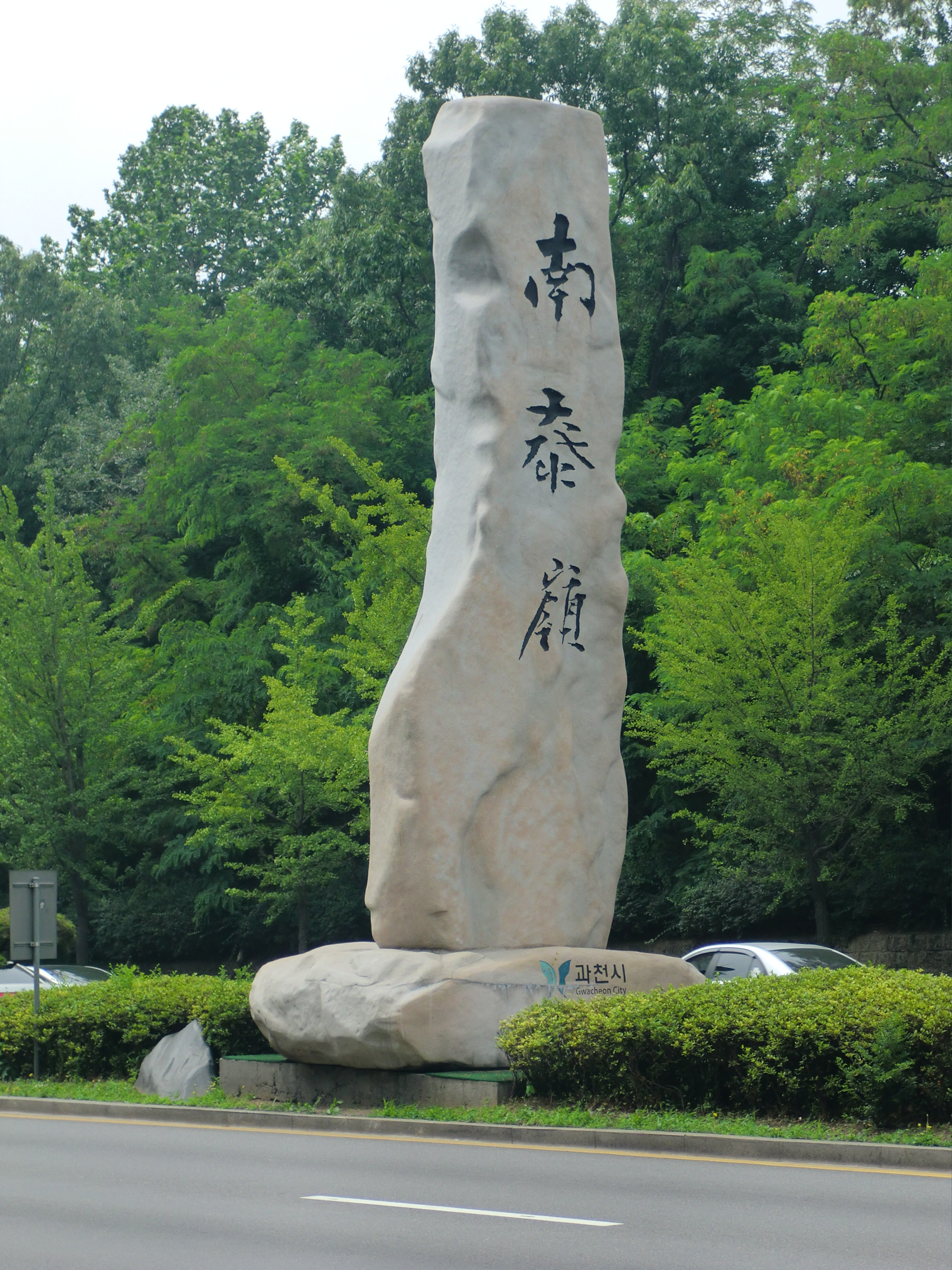
南泰嶺碑

南泰嶺駅（ナムテリョンえき）は大韓民国ソウル特別市瑞草区方背洞にある、ソウル交通公社・韓国鉄道公社（KORAIL）の駅。駅番号は「434」。
ソウル交通公社と韓国鉄道公社の共同使用駅で、駅管轄はソウル交通公社が行っている。

## 利用可能な鉄道路線
ソウル交通公社
 ソウル交通公社4号線
韓国鉄道公社
 果川線
上記の2路線は共に首都圏電鉄4号線を構成し、当駅で相互直通運転を行っている。案内上はいずれの路線も「4号線」と案内されている。

## 歴史
- 1994年4月1日 - 4号線と果川線がそれぞれ当駅まで延伸開業、ソウル交通公社4号線・果川線・安山線の相互乗り入れ開始。

## 駅構造
ホーム階は地下3階にある。島式ホーム1面2線を有しており、フルスクリーンタイプのホームドアが設置されている。ソウル交通公社4号線と果川線は当駅で相互直通運転を行っており、ホームを共用している。
改札階は地下2階にある。改札口は1ヵ所、化粧室は改札内に1ヵ所ある。出入口は1番から4番までの4ヵ所ある。
当駅は右側通行だが、当駅とソンバウィ駅との間で立体交差により左右が入れ替わる。また、ソウル交通公社4号線の電圧は直流1500V、果川線は交流25kVのため、ソンバウィ駅との間にデッドセクションがある。

### のりば
のりばの番号は存在しない。
| 上り | 4号線           | 舎堂・ソウル駅・東大門・榛接方面 |
| 下り | 4号線（果川線） | 衿井・中央・安山・烏耳島方面     |

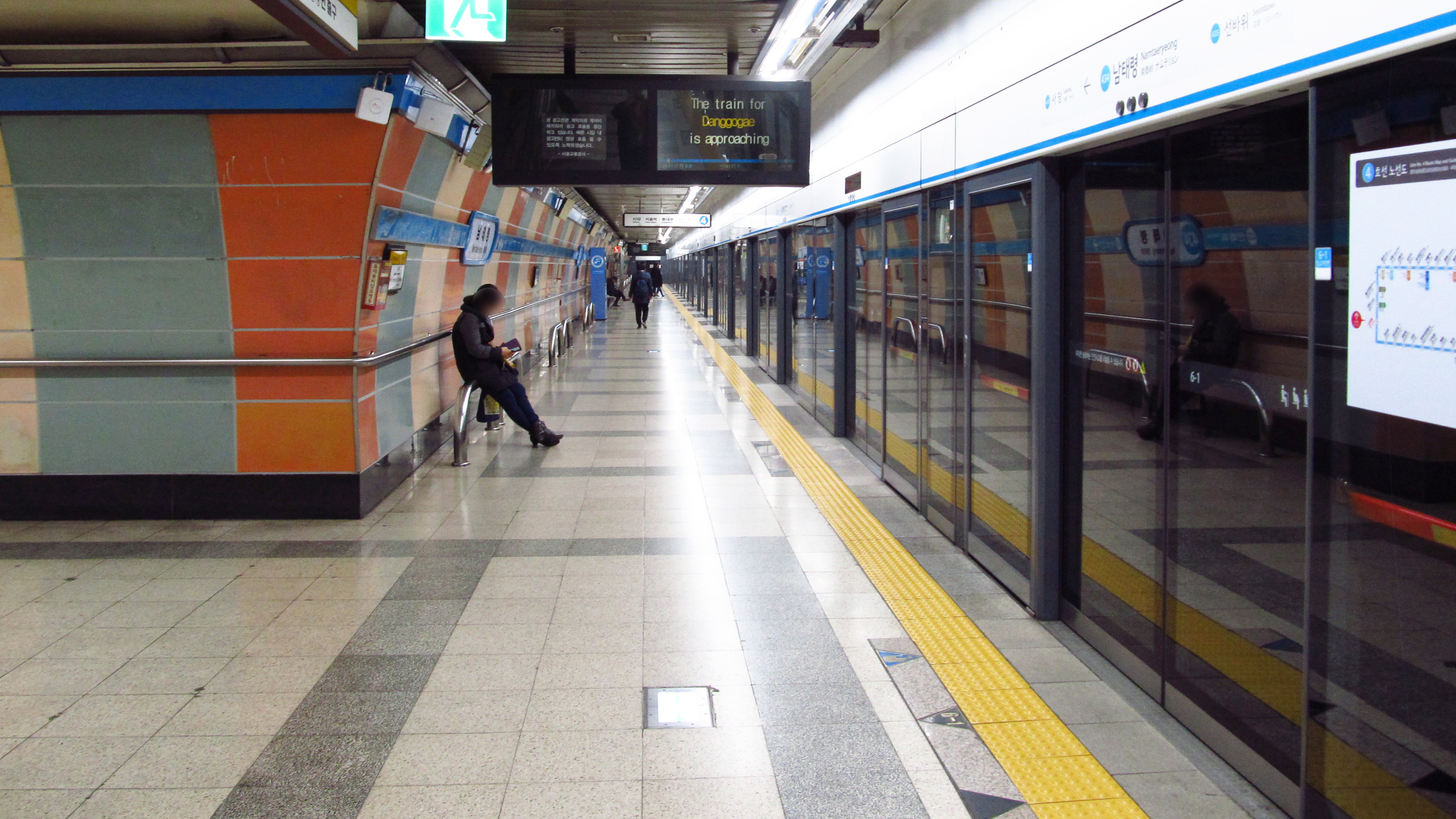
ホーム
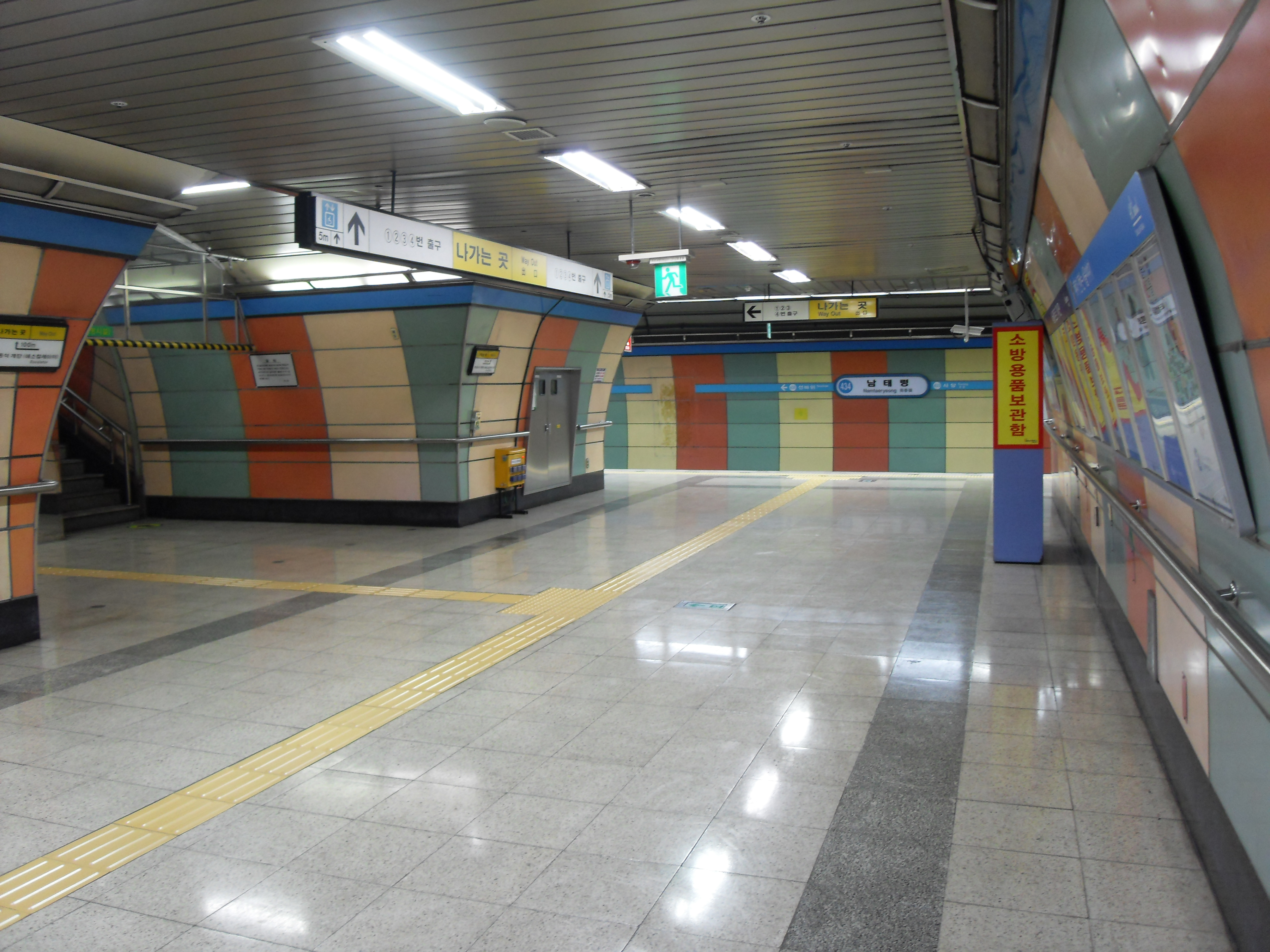
通路
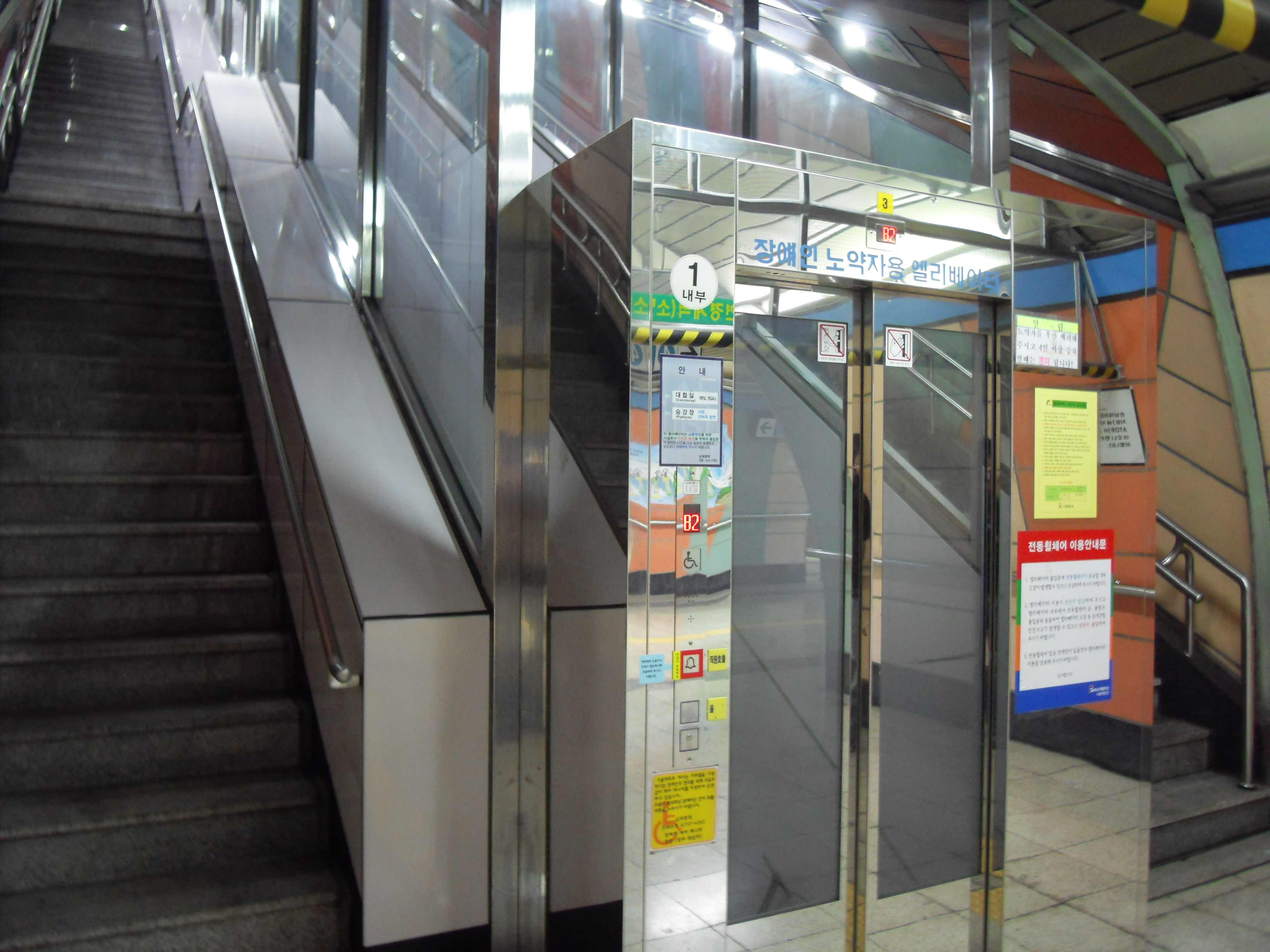
傾斜型エレベーター

## 利用状況
首都圏電鉄4号線の直通運行による地下鉄4号線から果川線へ向く人員は一日105627人、果川線から地下鉄4号線へ向く人員は一日102859人であり、これらの数値を含むと一日乗降人員は419288人である。
近年の一日平均利用人員推移は下記のとおり。
| 路線  | 路線     | 2000年 | 2001年 | 2002年 | 2003年 | 2004年 | 2005年 | 2006年 | 2007年 | 2008年 | 2009年 | 出典  |
| ----- | -------- | ------ | ------ | ------ | ------ | ------ | ------ | ------ | ------ | ------ | ------ | ----- |
| 4号線 | 乗車人員 | 1,564  | 1,627  | 1,557  | 1,480  | 1,347  | 1,193  | 1,145  | 1,144  | 1,091  | 1,147  | [ 2 ] |
| 4号線 | 降車人員 | 1,405  | 1,421  | 1,392  | 1,376  | 1,280  | 1,158  | 1,093  | 1,105  | 1,030  | 976    | [ 2 ] |
| 4号線 | 乗降人員 | 2,969  | 3,048  | 2,949  | 2,856  | 2,627  | 2,352  | 2,237  | 2,250  | 2,121  | 2,123  | [ 2 ] |
| 路線  | 路線     | 2010年 | 2011年 | 2012年 | 2013年 | 2014年 | 2015年 |        |        |        |        | [ 2 ] |
| 4号線 | 乗車人員 | 1,316  | 1,380  | 1,441  | 1,405  | 1,317  | 1,213  |        |        |        |        | [ 2 ] |
| 4号線 | 降車人員 | 1,000  | 996    | 1,061  | 1,079  | 1,078  | 946    |        |        |        |        | [ 2 ] |
| 4号線 | 乗降人員 | 2,316  | 2,376  | 2,502  | 2,484  | 2,396  | 2,158  |        |        |        |        | [ 2 ] |

## 駅周辺
ソウル特別市と京畿道果川市の境界となる峠道となっていて土地は狭いが、駅北側の一部が宅地化されている。
- 南泰嶺
- ソウル電子高等学校（朝鮮語版）
- 田園マウル
- 官門三叉路
- 舎堂三叉路
- 宇信運輸（朝鮮語版）車庫

## 隣の駅
ソウル交通公社・韓国鉄道公社
 4号線・ 果川線
舎堂駅 (433) - 南泰嶺駅 (434) - ソンバウィ駅 (435)